# Möllereisstrom
Der Möllereisstrom ist ein Gletscher in Westantarktika und Zustrom zum Filchner-Ronne-Schelfeis. Der in nördlicher Richtung fließende Eisstrom weist eine Eisdicke von maximal 1100 bis 1200 Metern auf. Der Eisstrom wurde 1987 nach dem Geodäten Dietrich Möller (1927–2015) benannt, als Anerkennung für seine Verdienste im Bereich glazialgeodätischer Arbeiten zum Massenhaushalt und zur Dynamik von Schelfeisen und Eisschilden.